# Външна политика на Грузия
 Местоположението на Грузия, сгушена между Черно море, Русия и Турция, я прави стратегически важна страна. Тя служи като порта от Черно море към Кавказ и по-големия Каспийски регион, но също така служи като буфер между Русия и Турция. Отношенията между Грузия и Русия са сложни и изправени пред много перипетии през вековете, като Грузия често гледа към Запада в търсене на алтернативи и възможности. Държавата подписа споразумение за партньорство и сътрудничество с Европейския съюз, участва в Партньорство за мир и насърчава чуждестранните инвестиции. Франция, Германия, Южна Корея, Обединеното кралство и Съединените щати имат посолства в Тбилиси . През 2004 – 2008 г. Грузия се опита да стане член на НАТО, но не успя пред лицето на силната руска опозиция. 
Грузия е член на ООН, на Съвет на Европа, и на ОССЕ. Поради стратегическото си местоположение, Грузия е в руската, както и в американската сфери на влияние, отношенията на Грузия с Русия са в най-ниската си точка от 1921 поради спорове за шпионаж и на Руско-грузинската Война. В резултат на това Грузия скъса дипломатическите си отношения с Русия и напуснаОбщността на независимите държави.

## Дипломатически отношения
Грузия поддържа дипломатически отношения със 186 държави-членки на ООН, Светия престол и Суверенния военен орден на Малта.

### Преглед
Грузия има установени отношения със 185 държави и Малтийския орден . Грузия е прекратила дипломатическите си отношения с Русия,  Никарагуа  и Сирия. 
Грузия все още не е установила дипломатически отношения със:
- Венецуела, Науру, Бутан, острови Кук, Ниуе
- Сахарска арабска демократична република и останалите непризнати държави .

## Допълнителна информация
- НАТО и Южен Кавказ. Анализи, хроники, социологически проучвания в Кавказ Аналитичен сборник № 5
- Едилашвили, Мая: „Спадът на преките чуждестранни инвестиции в Грузия“ в Caucasus Analytical Digest № 28